# Tarmo Kikerpill
Tarmo Kikerpill, né le 13 juin 1977, à Elva, en République socialiste soviétique d'Estonie, est un ancien joueur estonien de basket-ball. Il évolue durant sa carrière au poste d'ailier.